# Saison 2020-2021 du FC Metz
Maillots
Dernière mise à jour : 21 mai 2018.
Chronologie
Saison précédente Saison suivante
Le FC Metz, joue sa 62e saison en Ligue 1 lors de la saison 2020-2021. Cette saison voit le club s'engager dans deux compétitions que sont la Ligue 1 et la Coupe de France. Si le club est éliminé dès les 1/8ème de finale de la Coupe de France contre Monaco, il réalise néanmoins sa meilleure saison dans l'élite depuis l'exercice 1997-1998 et termine 10ème du championnat.

## Historique
Le FC Metz est l'un des clubs ayant passé le plus de temps dans l'élite du football français. C'est donc d'une certaine manière une habitude de voir le club à ce niveau malgré les résultats en baisse du club depuis les années 2000. Si l'objectif avant les années 2000, en Ligue 1, étaient clairement tournés vers l'ambition de remporter le championnat, depuis les ambitions se sont tournées vers un maintien.

## Avant-saison

### Objectif du club
Avant le début de la saison, le club a de nouvelles ambitions par rapport à la saison qui vient de se terminer et le maintien obtenu. En effet le club ambitionne de se positionner entre la 8ème et la 14ème place

### Matchs amicaux
Pour la trêve estivale, le FC Metz officialise 6 match amicaux. Le premier se dispute au centre d’entraînement de Frescaty contre le RFC Seraing le 17 juillet 2020 (victoire 4-1 du FC Metz). Pour leur deuxième match, les grenats reçoivent le Charleroi SC le 24 juillet 2020 (victoire 3-0 du FC Metz). Le 28 juillet, les grenats subissent leur première défaite à domicile contre KAA Gent à Saint Symphorien (défaite 3-0). Puis les grenats s’imposent ensuite contre KV Mechelen le 1 août à domicile (victoire 1-0 du FC Metz). Le 7 août, le club se déplace à Dijon au stade Gaston Gérard et l’emportent (victoire 2-1 du FC Metz). Enfin pour leur dernier match, les grenats se déplacent le 15 août au parc des sports pour affronter un de leurs deux grandes rivales : Strasbourg (victoire 3-2 du FC Metz).

## Transferts
| Nom                   | Nationalité | Poste     | Transfert           | Provenance/Destination | Division                    |
| --------------------- | ----------- | --------- | ------------------- | ---------------------- | --------------------------- |
| Arrivées              |             |           |                     |                        |                             |
| Adama Traoré          | Mali        | Attaquant | Retour de prêt      | Al-Adalh               | Saudi Premier League        |
| Raouf Mroivili        | France      | Défenseur | Retour de prêt      | RFC Seraing            | Division 1B Proximus League |
| Vincent Thill         | France      | Milieu    | Retour de prêt      | US Orléans             | Ligue 2                     |
| Cheikh Tidiane Sabaly | Sénégal     | Milieu    | Retour de prêt      | Pau FC                 | Ligue 2                     |
| Gerónimo Poblete      | Argentine   | Milieu    | Retour de prêt      | San Lorenzo            | Primera división            |
| Youssef Maziz         | France      | Milieu    | Retour de prêt      | Le Mans FC             | National                    |
| Gauthier Hein         | France      | Milieu    | Retour de prêt      | Valenciennes FC        | Ligue 2                     |
| Laurent Jans          | Luxembourg  | Défenseur | Retour de prêt      | SC Paderborn 07        | 2. Bundesliga               |
| Leverton Pierre       | Haïti       | Attaquant | Retour de prêt      | USL Dunkerque          | Ligue 2                     |
| Ablie Jallow          | Gambie      | Milieu    | Retour de Prêt      | AC Ajaccio             | Ligue 2                     |
| Amadou Dia Ndiaye     | Sénégal     | Attaquant | Retour de Prêt      | FC Sochaux-Montbéliard | Ligue 2                     |
| Vagner Dias           | Cap-Vert    | Attaquant | Transfert           | AS Saint-Étienne       | Ligue 1                     |
| Lamine Gueye          | Sénégal     | Attaquant | Transfert           | Pau FC                 | Ligue 2                     |
| Kévin N'Doram         | France      | Milieu    | Transfert définitif | AS Monaco FC           | Ligue 1                     |
| Vincent Pajot         | France      | Milieu    | Transfert définitif | Angers SCO             | Ligue 1                     |
| Thierry Ambrose       | France      | Attaquant | Transfert définitif | Manchester City        | Premier League              |
| Marc-Aurèle Caillard  | France      | Gardien   | Fin de contrat      | EA Guingamp            | Ligue 2                     |
| Aaron Leya Iseka      | Belgique    | Attaquant | Prêt                | Toulouse FC            | Ligue 2                     |
| Départs               |             |           |                     |                        |                             |
| Leverton Pierre       | Haïti       | Attaquant | Transfert           | USL Dunkerque          | Ligue 2                     |
| Gauthier Hein         | France      | Milieu    | Transfert           | AJ Auxerre             | Ligue 2                     |
| Marvin Gakpa          | France      | Milieu    | Transfert           | Paris FC               | Ligue 2                     |
| Renaud Cohade         | France      | Milieu    | Fin de contrat      |                        |                             |
| Raouf Mroivili        | France      | Défenseur | Fin de contrat      |                        |                             |
| Amadou Dia Ndiaye     | Sénégal     | Attaquant | Prêt                | RFC Seraing            | Division 1B Proximus League |
| Guillaume Dietsch     | France      | Gardien   | Prêt                | RFC Seraing            | Division 1B Proximus League |
| Yann Godart           | France      | Défenseur | Prêt                | RFC Seraing            | Division 1B Proximus League |
| Sami Lahssaini        | Belgique    | Milieu    | Prêt                | RFC Seraing            | Division 1B Proximus League |
| Aboubacar Lô          | Sénégal     | Défenseur | Prêt                | RFC Seraing            | Division 1B Proximus League |
| Georges Mikautadze    | France      | Milieu    | Prêt                | RFC Seraing            | Division 1B Proximus League |
| Habib Diallo          | Sénégal     | Attaquant | Transfert           | RC Strasbourg          | Ligue 1                     |
| Paul Delecroix        | France      | Gardien   | Transfert           | FC Annecy              | National 1                  |

| Nom      | Nationalité | Poste | Transfert | Provenance/Destination | Division |
| -------- | ----------- | ----- | --------- | ---------------------- | -------- |
| Arrivées |             |       |           |                        |          |
| Départs  |             |       |           |                        |          |

## Saison
Après un début de saison difficile (trois défaites de rang contre Monaco, Lille et le Paris Saint-Germain en ouverture du championnat), le FC Metz enchaîne les bonnes prestations et engrange des points importants (victoires contre Reims, Lorient, Nîmes et Saint-Etienne notamment). A la trêve hivernale, les joueurs de Frédéric Antonetti pointent même à la 5ème place du championnat et se mettent à rêver d'Europe (le club reste alors sur deux victoires de suite contre Montpellier puis Lens). Cette volonté d'obtenir une place européenne est exacerbée au lendemain de la victoire de Metz sur la pelouse du Parc OL contre l'Olympique Lyonnais (0-1) lors de la 20ème journée de championnat. Ce match constitue d'ailleurs la prestation la plus aboutie de la saison et sert de match référence.  
A la reprise du championnat, en janvier, les Messins enchaînent six matchs de suite sans défaite (trois victoires et trois matchs nuls) et confortent leur cinquième place. Par la suite, le bilan est bien plus mitigé, les grenats ne remportant que trois des quinze derniers matchs de la saison (contre Bordeaux, Nice puis Dijon) et glissant ainsi à la dixième place au classement à la fin du championnat. 
Malgré de réelles difficultés à domicile (seulement cinq victoires à Saint-Symphorien sur l'ensemble de la saison), les Messins réalisent leur meilleure saison depuis l'exercice 1997-1998 et comptent 47 points au lendemain de la 38ème journée. 

## Compétitions

### Championnat

#### Classement
| Rang | Équipe                 | Pts | J  | G  | N  | P  | Bp | Bc | Diff |
| ---- | ---------------------- | --- | -- | -- | -- | -- | -- | -- | ---- |
| 8    | Montpellier Hérault SC | 54  | 38 | 14 | 12 | 12 | 60 | 62 | −2   |
| 9    | OGC Nice               | 52  | 38 | 15 | 7  | 16 | 50 | 53 | −3   |
| 10   | FC Metz                | 47  | 38 | 12 | 11 | 15 | 44 | 48 | −4   |
| 11   | AS Saint-Étienne       | 46  | 38 | 12 | 10 | 16 | 42 | 54 | −12  |
| 12   | Girondins de Bordeaux  | 45  | 38 | 13 | 6  | 19 | 42 | 56 | −14  |